# Verticillium tricorpus
Verticillium tricorpus är en svampart som beskrevs av I. Isaac 1953. Verticillium tricorpus ingår i släktet Verticillium och familjen Plectosphaerellaceae.   Inga underarter finns listade i Catalogue of Life.